# Mohamed Mohyeldin
Mohamed Mohyeldin (* 1. října 1991) je egyptský zápasník – judista, olympionik a mistr Afriky.

## Sportovní kariéra
Na mezinárodní scéně se objevuje pravidelně od roku 2014 v lehké váze, kdy v reprezentaci nahradil Husseina Hafize. V roce 2016 se kvalifikoval na olympijské hry v Riu, kde nestačil v úvodním kole na Mongola Odbajara v boji na zemi.

## Výsledky
| Turnaj             | 2014       | 2015       | 2016       |
| Turnaj             | 23         | 24         | 25         |
| Turnaj             | lehká váha | lehká váha | lehká váha |
| ------------------ | ---------- | ---------- | ---------- |
| Olympijské hry     |            |            | úč.        |
| Mistrovství světa  | —          | úč.        |            |
| Africké hry        |            | 1.         |            |
| Mistrovství Afriky | 3.         | 1.         | 1.         |